# 五島市役所

五島市役所の管轄区域

五島市役所（ごとうしやくしょ）は、日本の地方公共団体である長崎県五島市の執行機関としての事務を行う施設（役所）である。

## 支所
- 富江支所（長崎県五島市富江町富江165番地）
- 玉之浦支所（長崎県五島市玉之浦町玉之浦763番地）
- 三井楽支所（長崎県五島市三井楽町濱ノ畔1473番地1）
- 岐宿支所（長崎県五島市岐宿町岐宿2535番地）
- 奈留支所（長崎県五島市奈留町浦1818番地1）

## 本庁組織
- 市議会 - 事務局 - 庶務係、議事係

- 市長 - 副市長
  - 豊かな島づくり市長公室 - e-むらづくり・重点施策推進班、秘書係
  - 企画課 - 企画係、広報係、情報政策係、地籍統計係
  - 財政課 - 財政係、管財係、契約係
  - 総務課 - 行政係、法制係、人事班
  - 文化推進室 - 文化推進班
  - 税務課 - 管理係、市民税班、資産税係、収納班
  - 市民課 - 戸籍住基班、保険年金班、住民生活係
    - 出張所（奥浦、崎山、本山、大浜、椛島、久賀島）
    - 椛島出張所伊福貴分室

  - 社会福祉課 - 総務係、こども家庭相談班、障害福祉係、保護班
    - 松寿園 - 管理係

  - 長寿介護課 - 介護保険班、介護予防係、地域支援係
  - 健康政策課 - 健康予防班、診療所係
    - 伊福貴診療所 - 本窯分院
    - 黄島診療所 赤島分院
    - 久賀診療所
    - 玉之浦診療所 - 医局、事務局
    - 三井楽診療所 - 医局、事務局

  - 生活環境課 - 環境班（清掃センター、衛生センター、最終処分場）
  - （水道局）水道課 - 業務班、給水班
  - 農林課 - 農務班、畜産係、耕地係、林務係
  - 水産課 - 管理係、水産係、漁港係
  - 商工観光課 - 商工復興班、観光交流係
  - 建設課 - 建築住宅班、まちづくり推進係、土木班、用地係
  - 管理課 - 管理係、公園係、維持係、港湾管理事務所
    - 港湾管理事務所
- 会計管理者 - 会計課 - 会計係

### 行政委員会
- 選挙管理委員会 - 事務局
- 公平委員会 - 事務局
- 監査委員 - 事務局
- 農業委員会 - 事務局 - 農地係
- 教育委員会 - 教育長
  - 総務課 - 総務係、施設係
  - 学校教育課 - 学校教育係、学務係 - 小学校、中学校
  - 生涯学習課 - 社会教育係、スポーツ復興係

## 沿革
- 1954年（昭和29年）4月1日 福江市制施行。市役所庁舎は福江郷（→福江町）667番地1にあった旧福江町役場庁舎（木造2階建）を使用した。
- 1962年（昭和37年）9月26日 福江大火で庁舎焼失。
- 1964年（昭和39年）9月30日 新庁舎を現在地に移転新築。
- 1981年（昭和56年）7月31日 新館の増築竣工。
- 2004年（平成16年）8月1日 市町村合併により五島市が発足。市役所庁舎は旧福江市役所庁舎を引き続き使用、現在に至る。

## 周辺
- 五島振興局
- 福江郵便局
- 五島市立福江小学校
- 石田城跡